# Liste des impasses de Bruxelles-ville

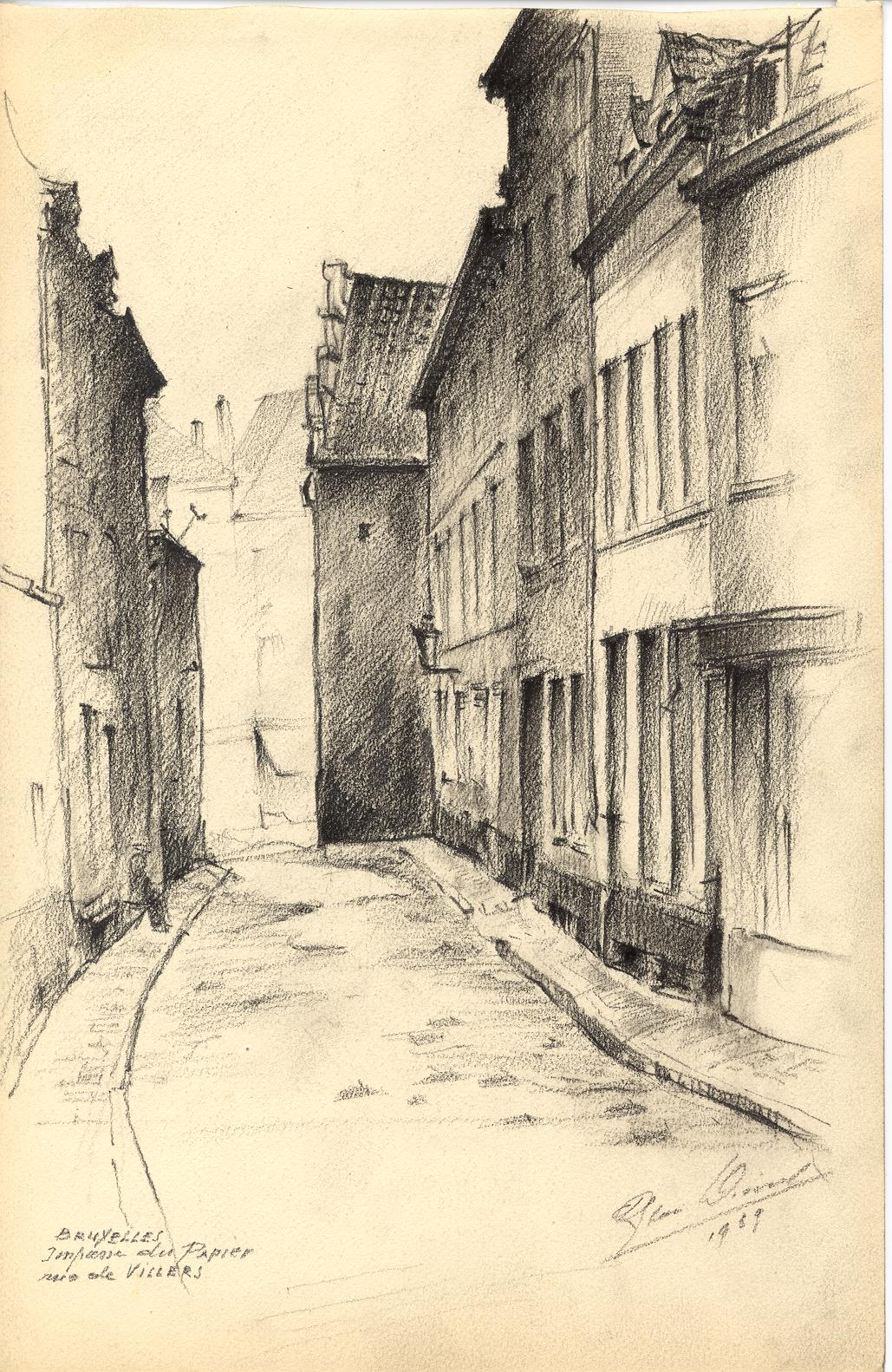
L'impasse du Papier à Bruxelles en 1939. (Dessin par l'architecte Léon van Dievoet, 1939.)

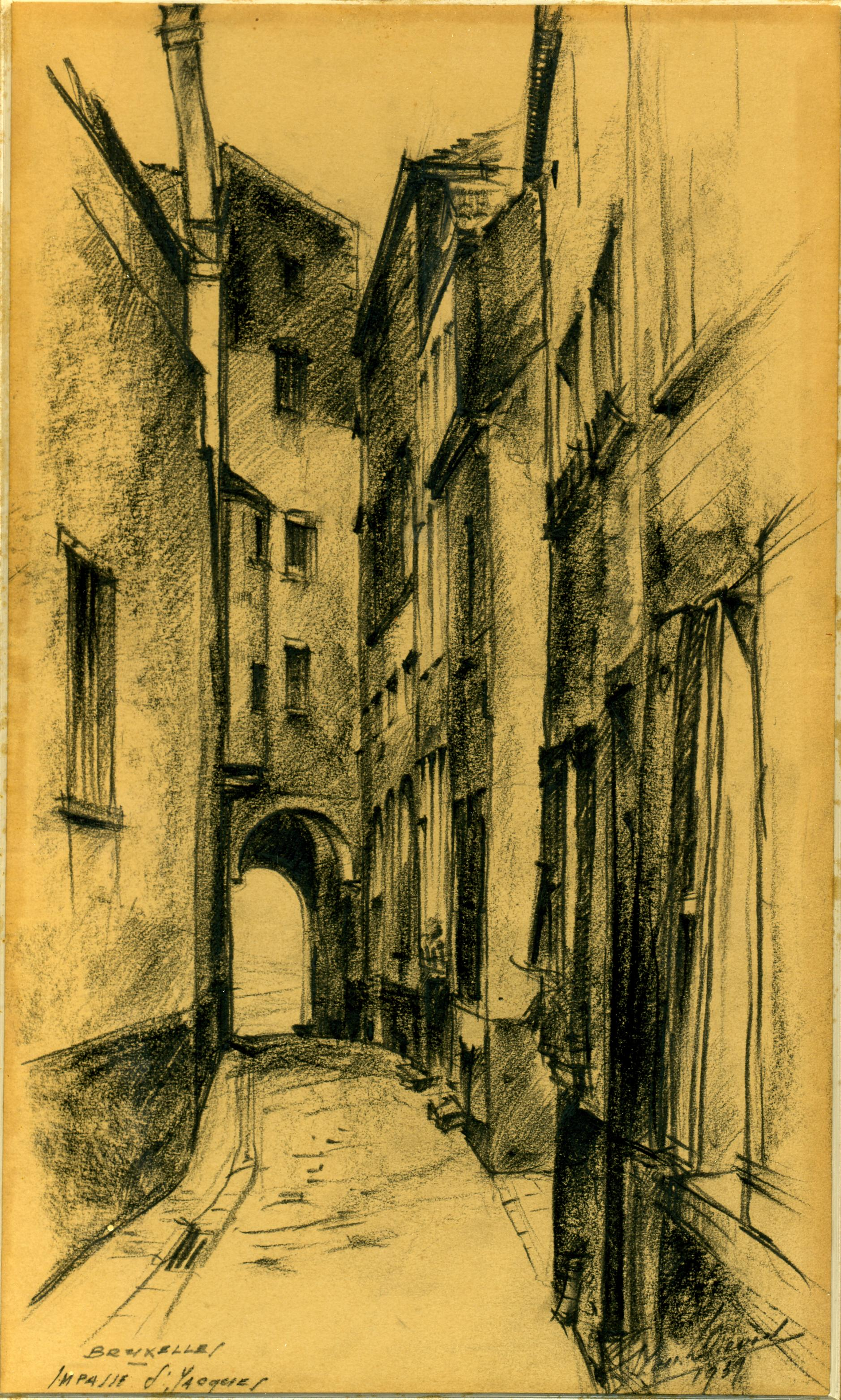
L'impasse Saint-Jacques à Bruxelles en 1939. (Dessin par l'architecte Léon van Dievoet).

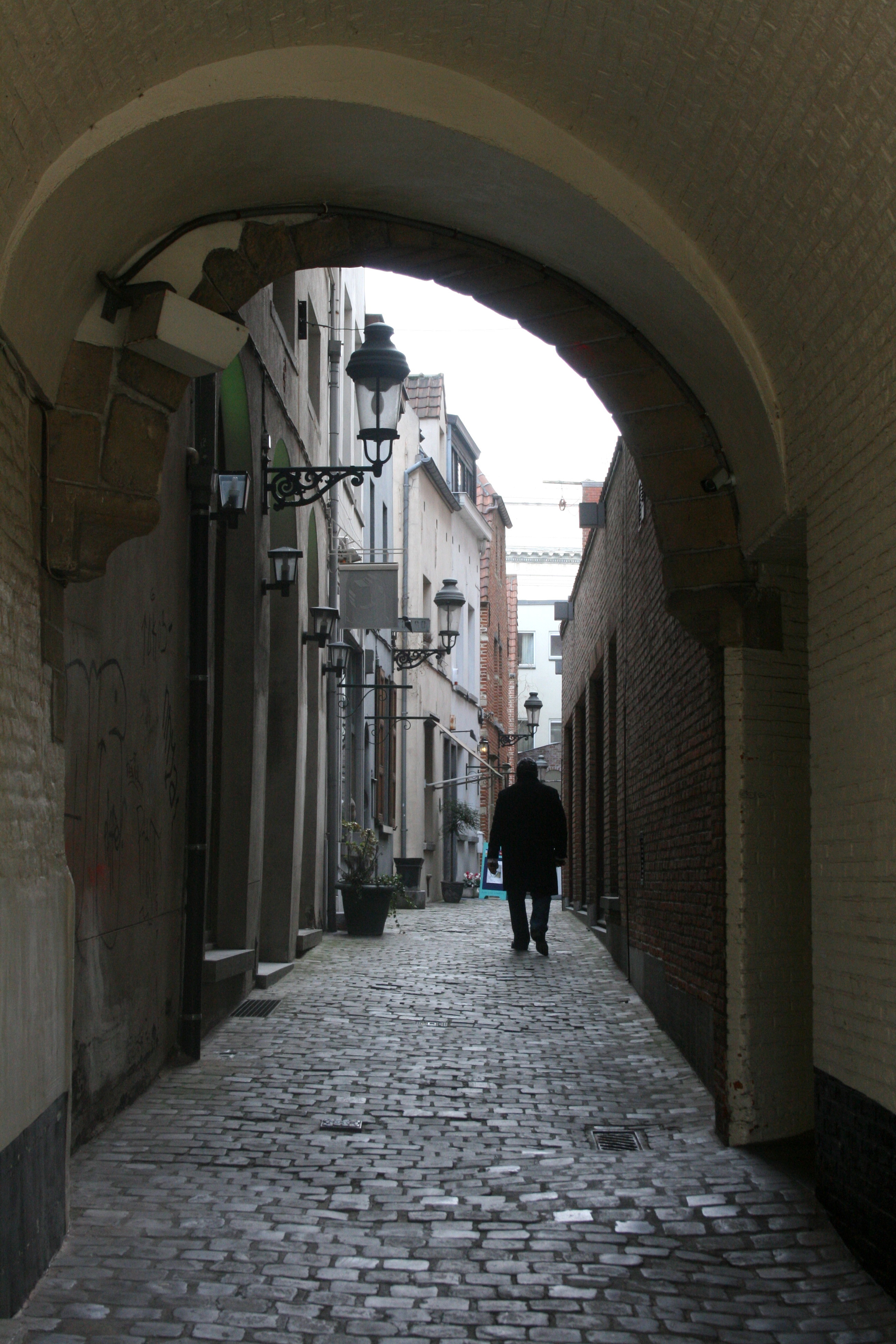
La même impasse Saint-Jacques à Bruxelles en 2009.

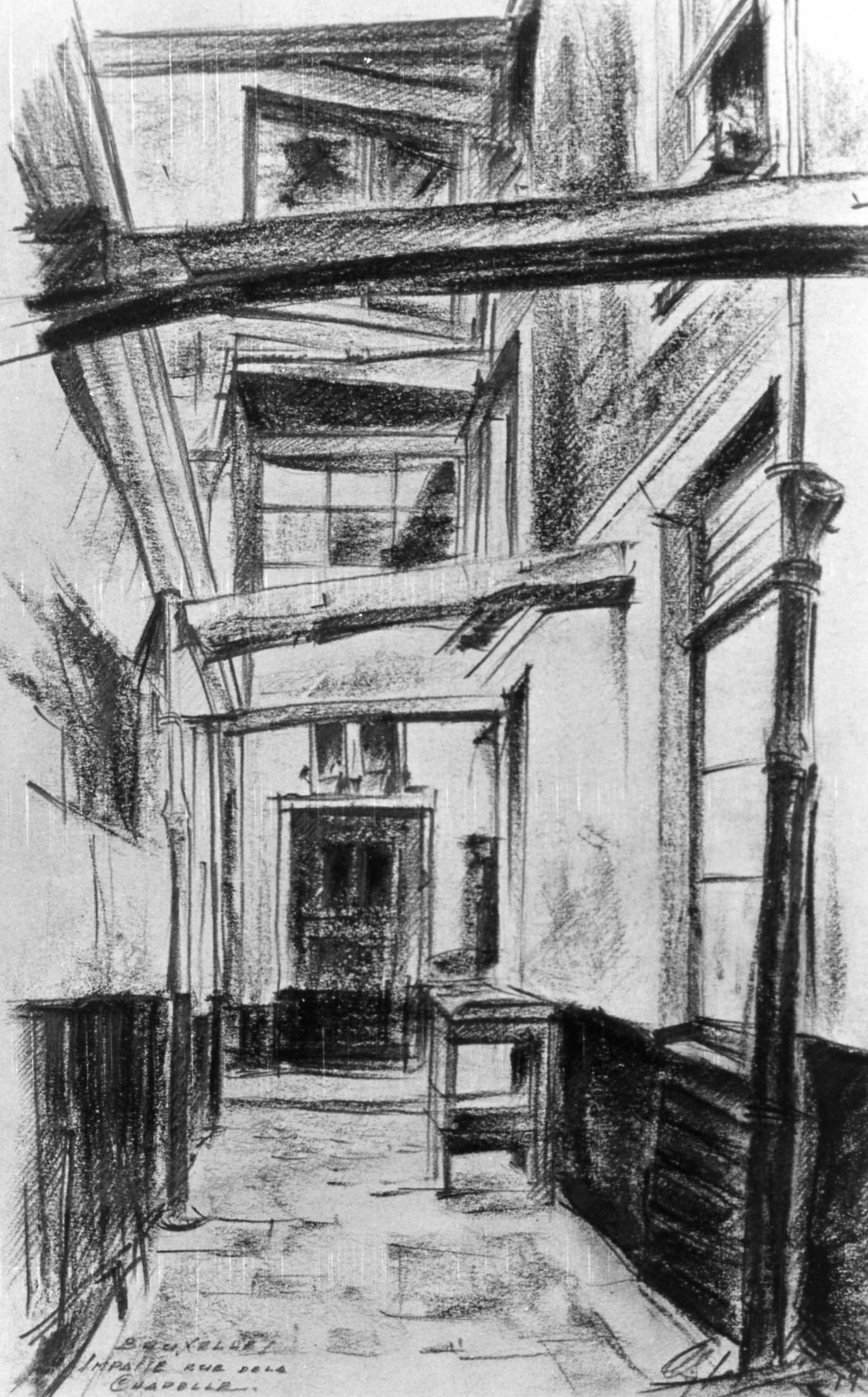
Bruxelles, impasse de la Chapelle en 1939. (Dessin par l'architecte Léon van Dievoet).

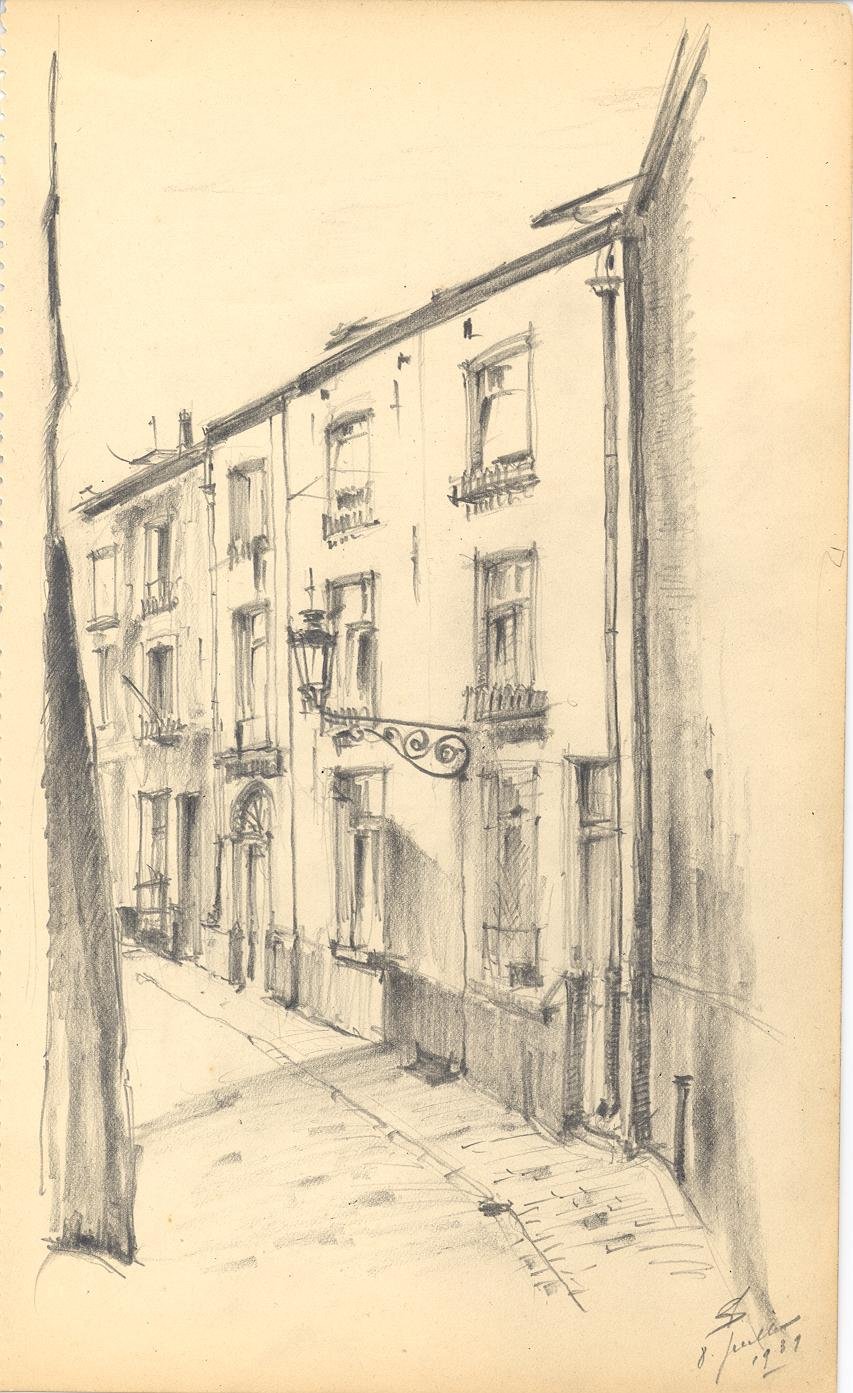
Impasse de la Maison Rouge à Bruxelles. (Dessin par l'architecte Léon van Dievoet, 1939)

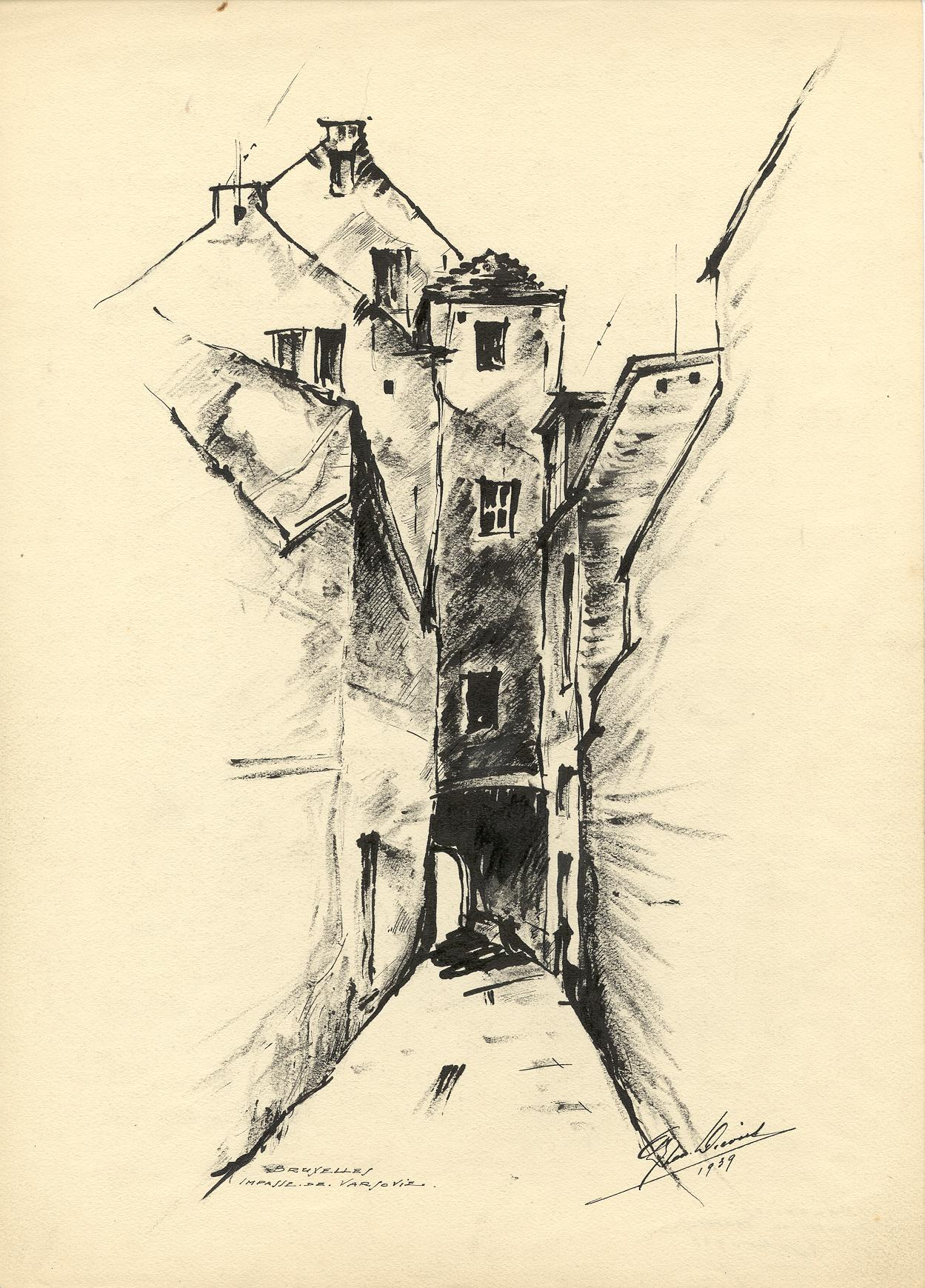
Impasse de Varsovie dans les Marolles à Bruxelles. (Dessin par l'architecte Léon van Dievoet, 1939)

De nombreuses impasses que l'on nomme gank en néerlandais s'enchevêtraient jadis dans le tissu des voies urbaines bruxelloises. Microcosmes de la société bruxelloise, ces culs-de-sac, vestiges d’une vie populaire d’antan, accueillaient les petits métiers de la rue qui prouvent le caractère agricole et social de ce visage particulier au développement territorial de la capitale belge.

## Contexte historique
Déjà très présentes aux XVIIe et XVIIIe siècles, les impasses se construisent encore plus au XIXe. À cette époque, le développement industriel entraîne un exode rural vers Bruxelles, et il faut vite reloger les nouveaux arrivants. C’est alors que des propriétaires de jardins cherchant les profits d'une spéculation immobilière prennent l’initiative de les transformer en logements pour ouvriers. À Bruxelles, ces ruelles étroites et sans issue se comptaient par centaines. En 1866, environ 27.000 Bruxellois vivaient dans de telles cours (environ 20% de la population de la ville), en 1910, ce chiffre était déjà tombé à 10.600 (environ 5%). Les conditions de vie y sont souvent insalubres. Deux cents personnes y vivent parfois en partageant une seule latrine. Les chanceux ont un accès direct à une pompe à eau. Une loi réglemente la situation et les impasses qu'elle doivent fermer les unes après les autres. Beaucoup ont disparu, mais un certain nombre d'entre elles existent jusqu'à nos jours, elles ont perdu leur fonction d’habitat et d’autres font l’objet d’une rénovation ou d’une réaffectation.
En voici une liste, d'après les ouvrages de Guillaume Des Marez, de Lucia Gaiardo et de Jean d'Osta. Leurs noms évoquent encore le passé du quartier mais aussi ses légendes,.

## Impasses toujours existantes
- Impasse de l'Asile
- Impasse de la Bobine
- Impasse des Bœufs
- Impasse du Borgendael
- Impasse de la Bouquetière
- Impasse des Cadeaux
- Impasse des Chansons
- Impasse du Chapelet
- Impasse du Cheval
- Impasse du Coq
- Impasse de la Cuve, jadis impasse du Poivre.
- Impasse du Dragon, voir Impasse de la Poupée.
- Impasse des Escargots
- Impasse de la Ferraille
- Impasse de la Fidélité
- Impasse de la Giroflée
- Impasse du Gril
- Impasse des Groseilles
- Impasse aux Huîtres
- Impasse des Lunettes
- Petite impasse des Lunettes
- Impasse Madrille
- Impasse des Matelots
- Impasse des Métiers
- Impasse du Parc, appelée jadis Impasse du Tonneau.
- Impasse du Persil
- Impasse du Poivre, voir Impasse de la Cuve.
- Impasse Poils
- Impasse de la Poupée, jadis appelée impasse du Dragon, c'est là que saint Géry, selon la légende, a tué le Dragon qui ravageait les landes de Bruxelles.
- Impasse de la Providence
- Impasse des Quatre-Livres
- Impasse du Renard
- Impasse de la Révolution
- Impasse Ronsmans
- Impasse du Roulier
- Impasse Saint-Jacques
- Impasse Saint-Nicolas
- Impasse Sainte-Pétronille ou Porte des Roses
- Impasse Saint-Sébastien
- Impasse Sainte-Ursule
- Impasse Schuddeveld
- Impasse du Sureau ou Cité du Sureau
- Rue Terarken, devenue impasse
- Impasse de la Tête de Bœuf
- Impasse du Val des Roses
- Rue Ville Hermosa, devenue impasse
- Impasse Van Hoeter
- Impasse de Varsovie
- Impasse des Vitriers

Quelques impasses typiques
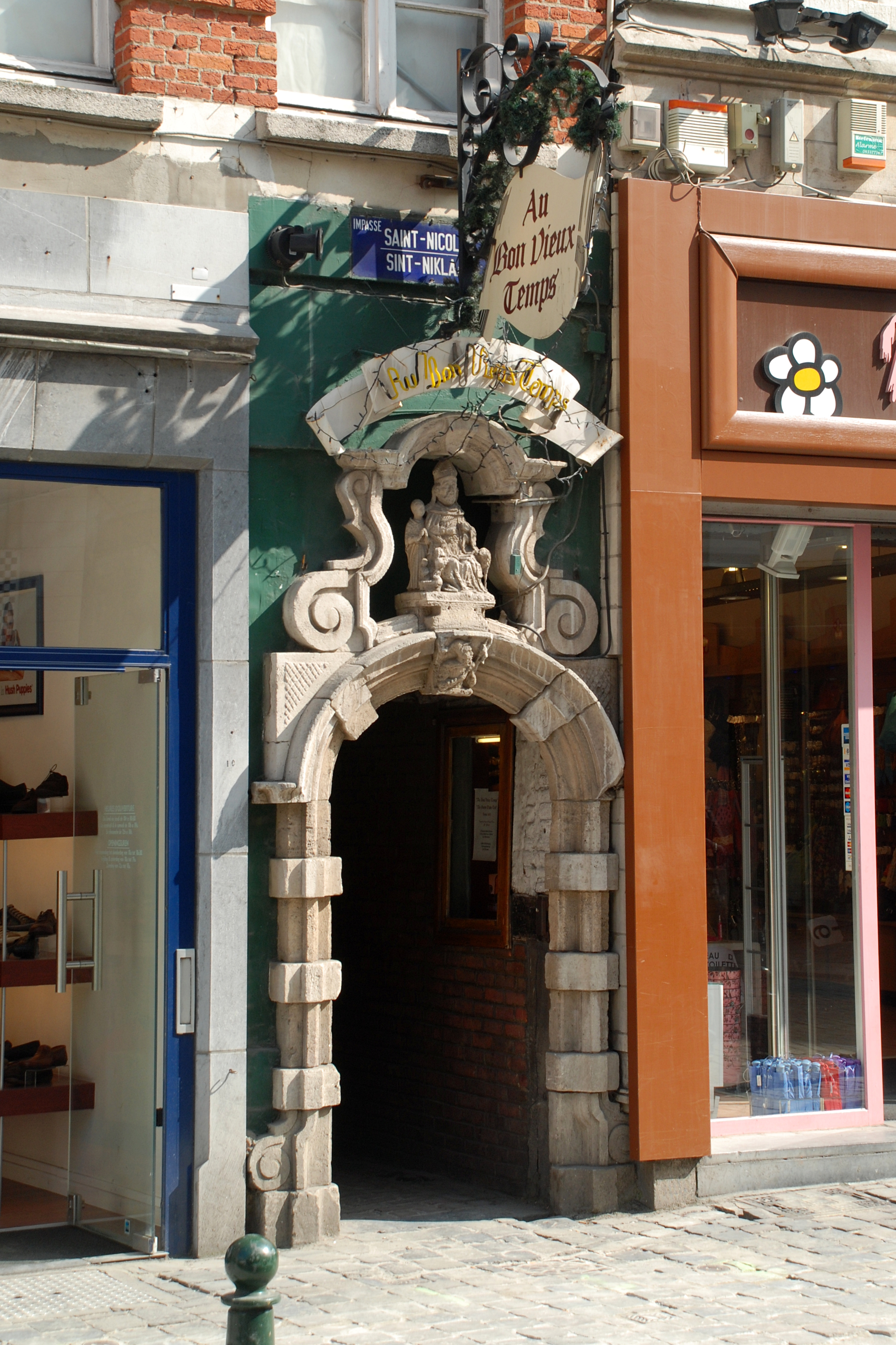
Entrée de l'impasse Saint-Nicolas.
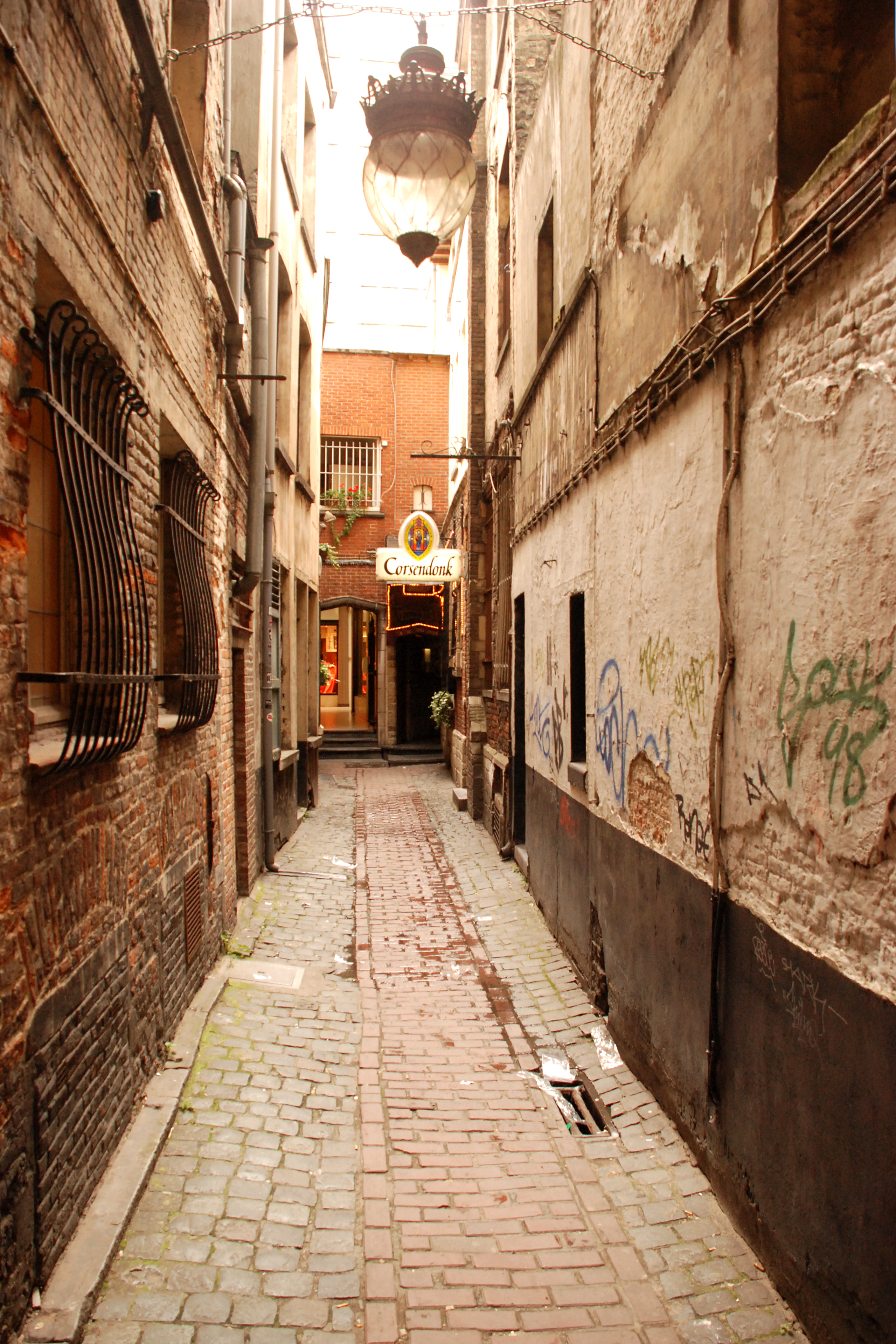
Intérieur de l'impasse Saint-Nicolas.
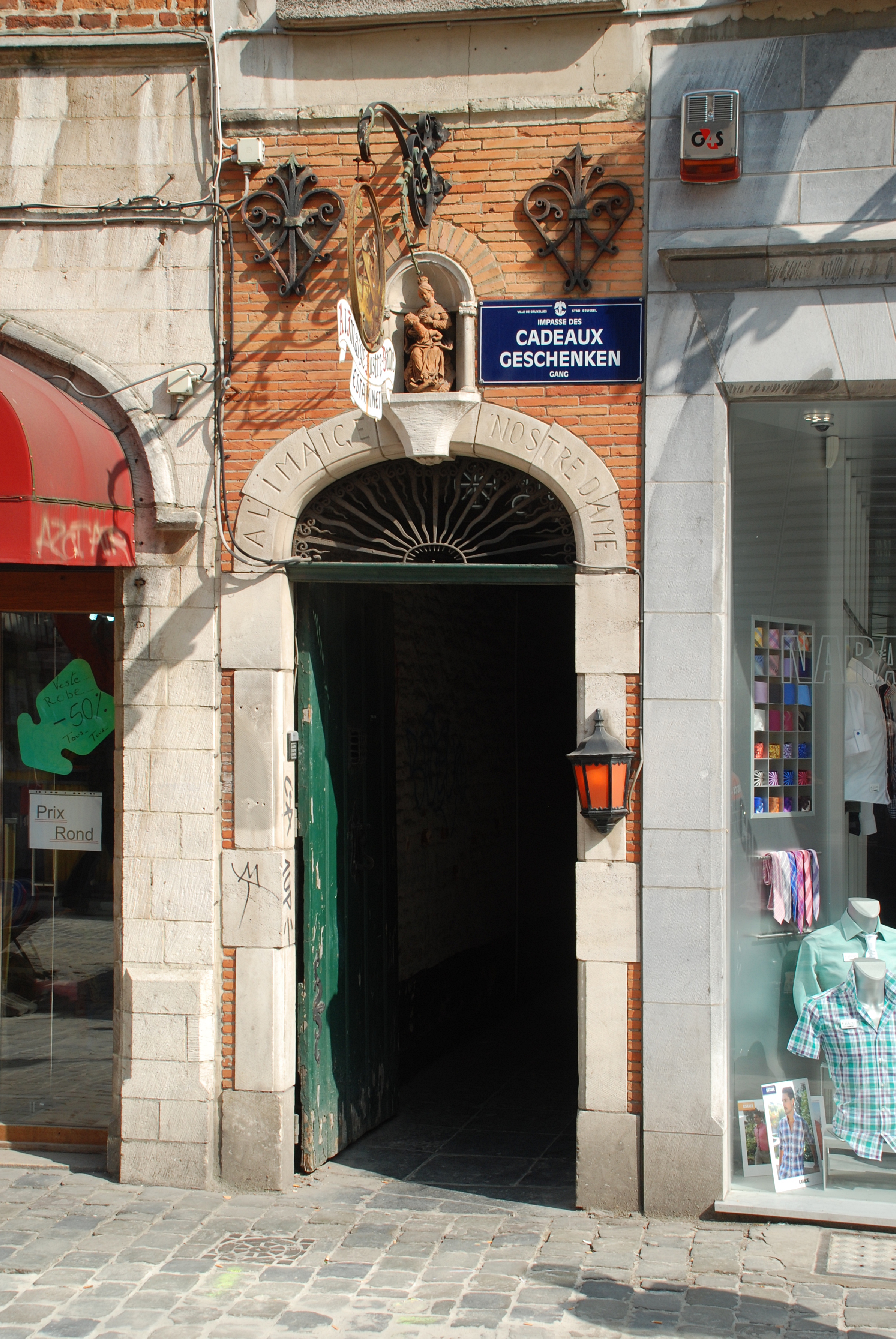
Entrée de l'impasse des Cadeaux.
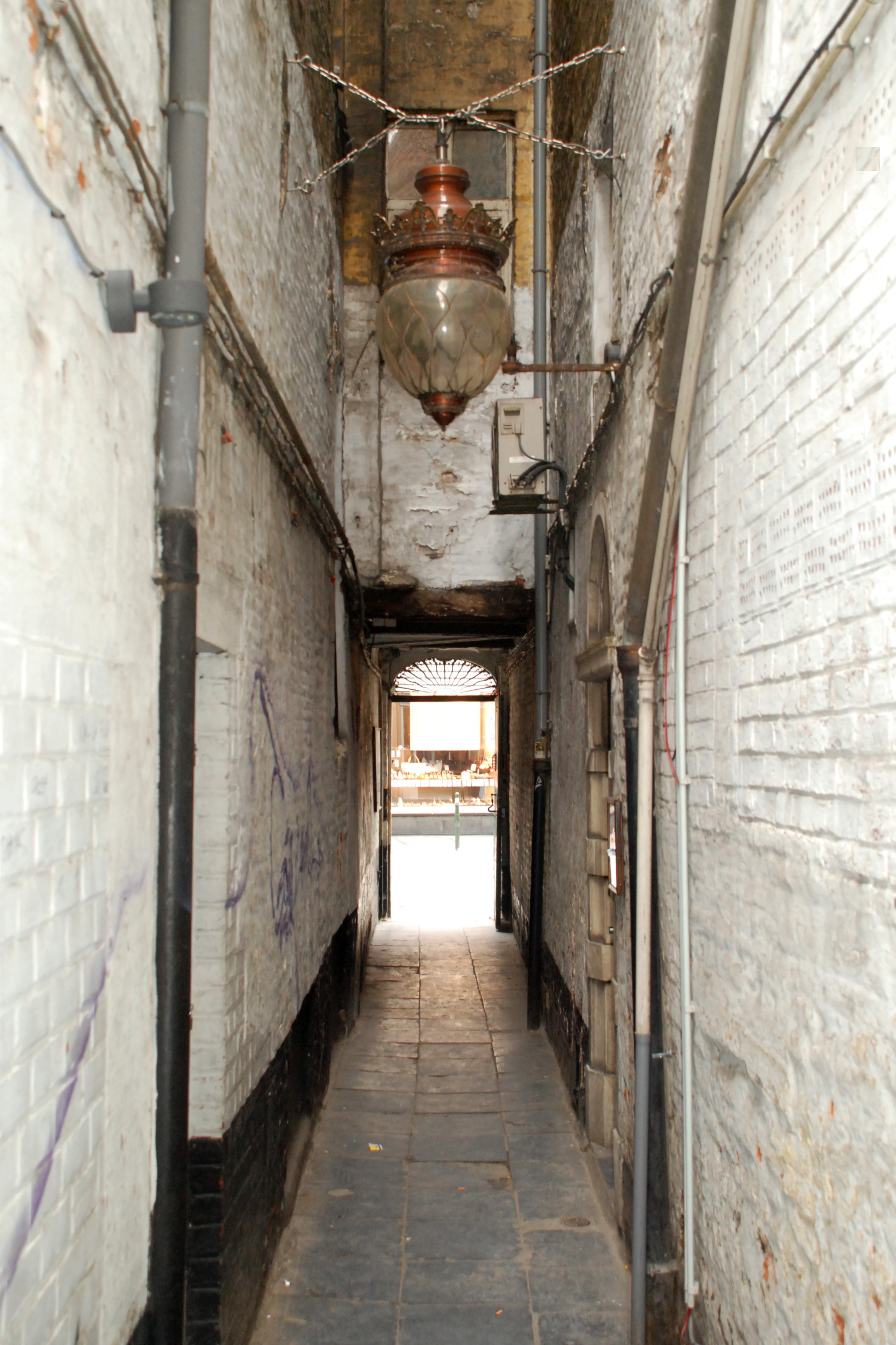
Intérieur de l'impasse des Cadeaux.
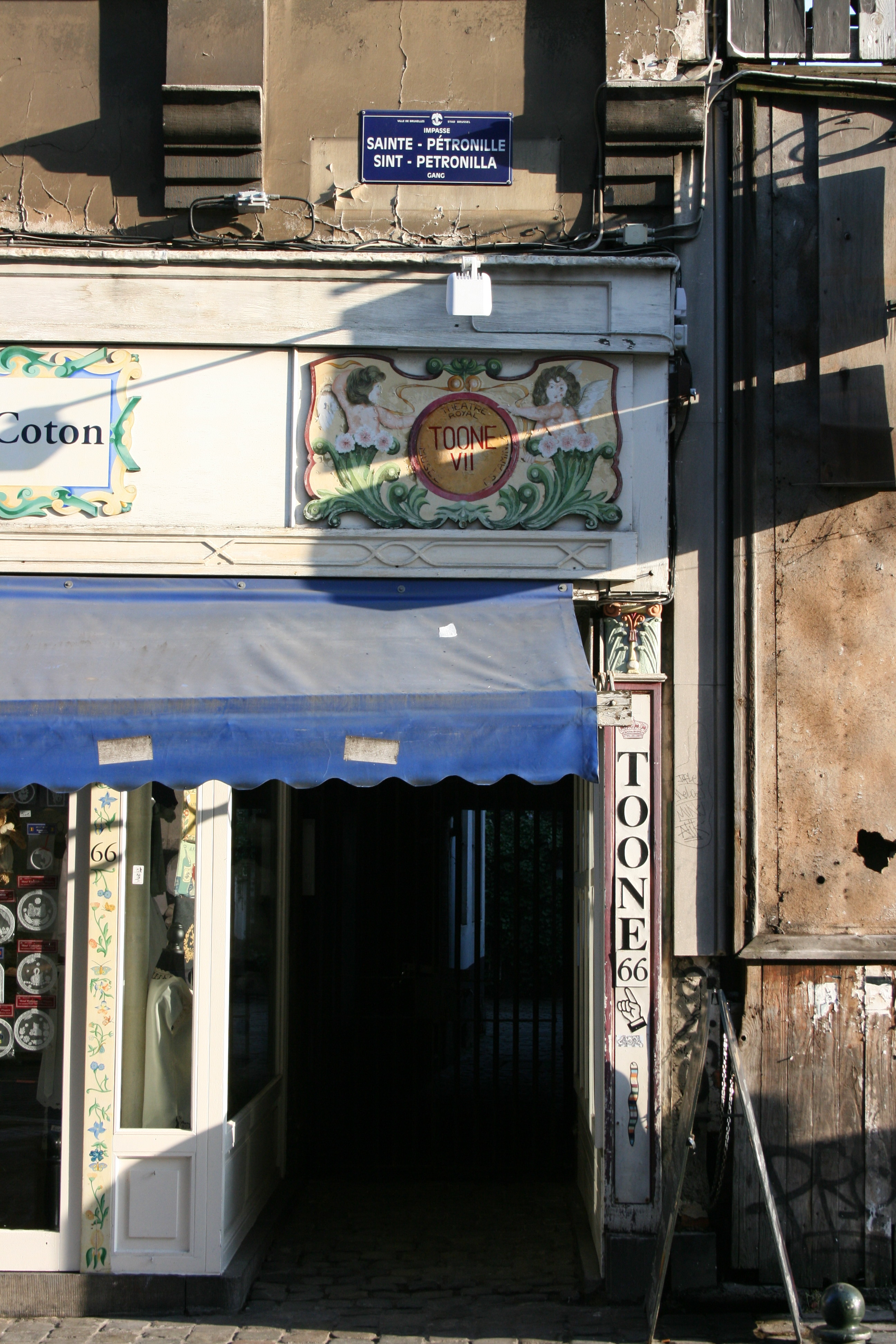
Entrée de l'impasse Sainte-Pétronille.
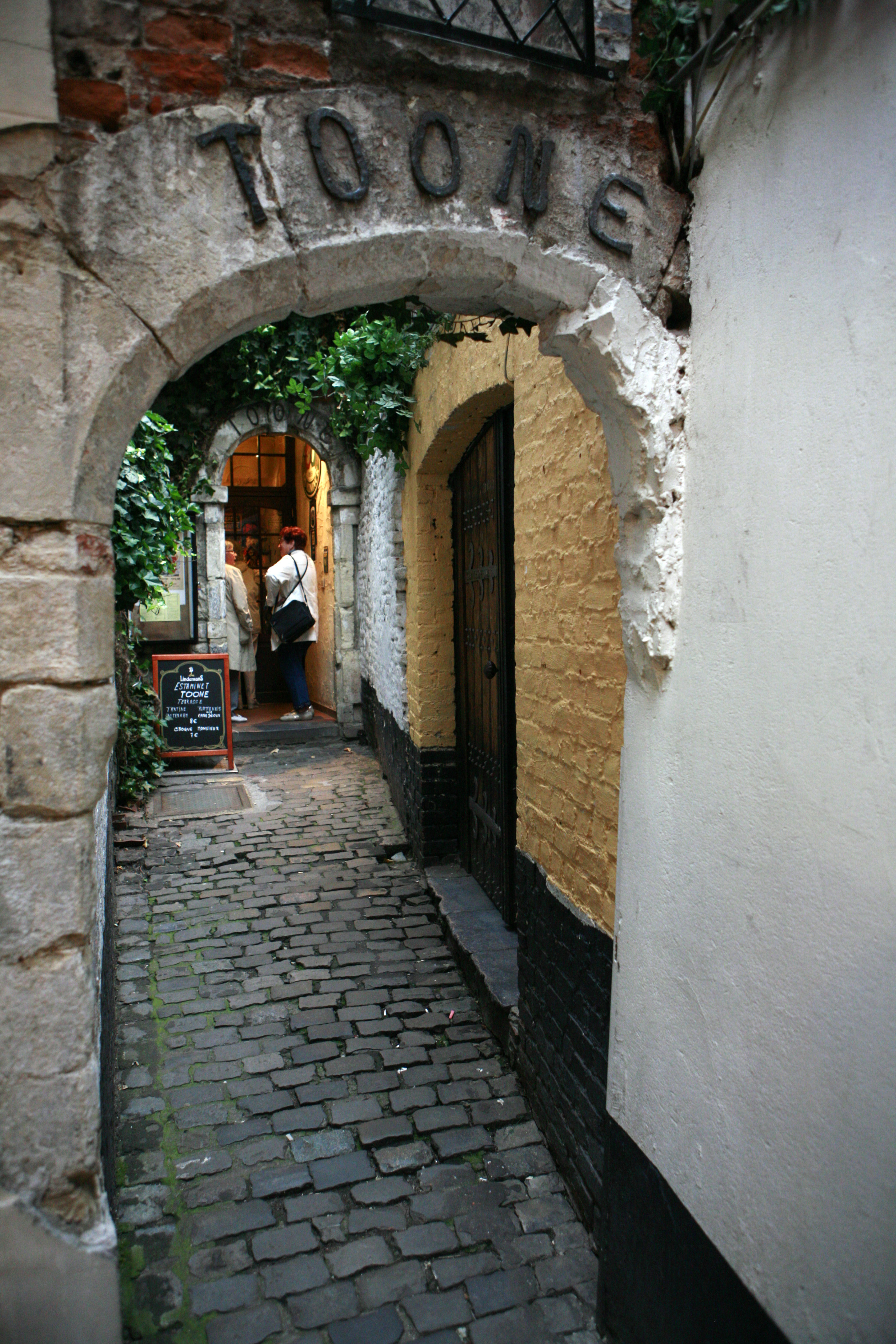
Intérieur de l'impasse Sainte-Pétronille.
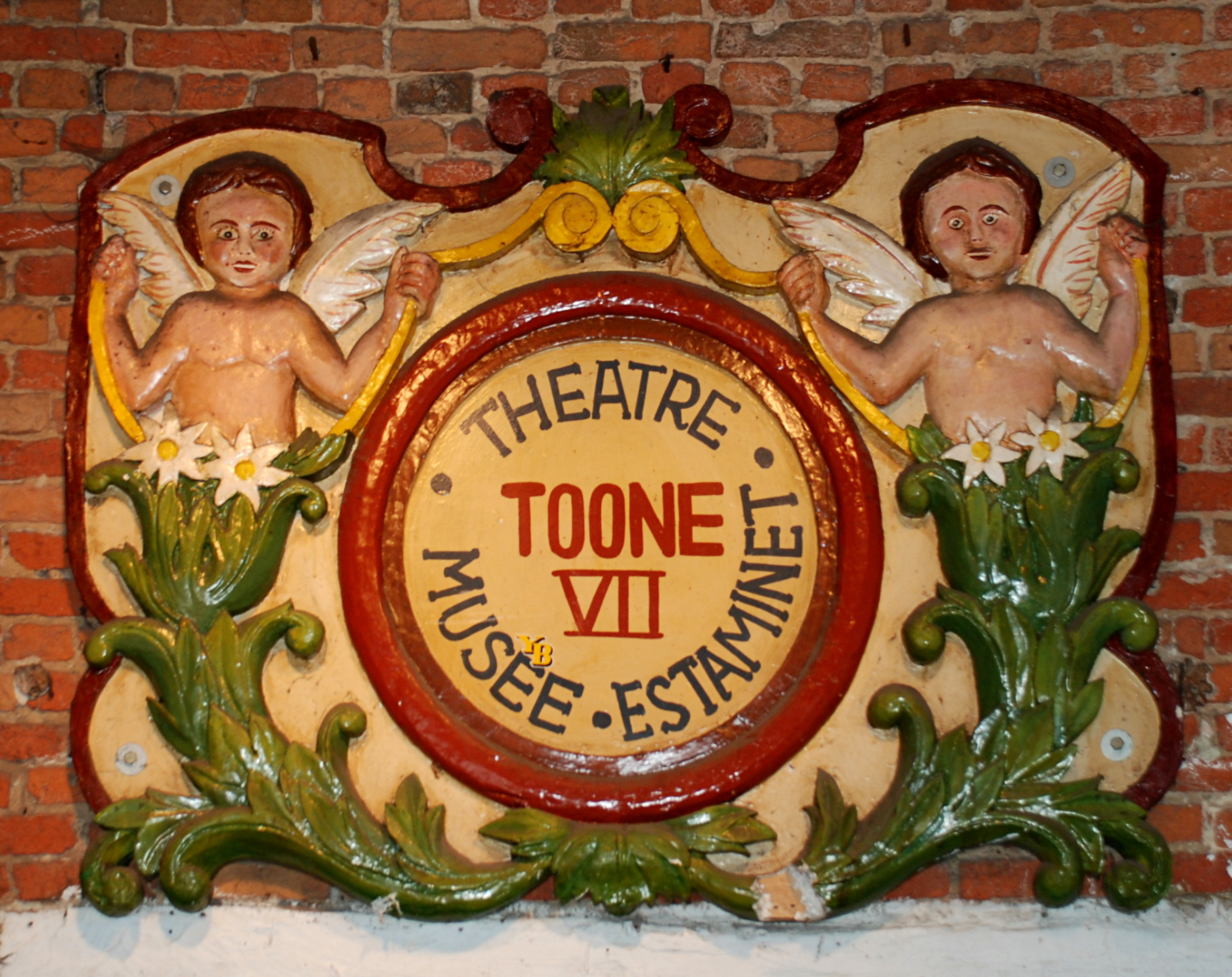
Emblème du Théâtre royal de Toone dans l'impasse Sainte-Pétronille.

## Impasses détruites par labruxellisation
- Impasse des Ardoises, rasée en 1956.
- Impasse de la Barbe, démolie en 1960.
- Impasse du Bélier
- Impasse du Blason (1909)
- Impasse Bullinckx
- Impasse du Carrossier
- Impasse du Coffy, appelée aussi Impasse des Éperonniers, détruite en 1959 lors de l'incendie du cinéma Agora.
- Impasse des Corporateurs
- Impasse du Coutelier
- Impasse Deneubourg, démolie en 1960.
- Impasse d'Enfer
- Impasse de l'Étameur
- Impasse de la Faucille
- Impasse du Fauconnier
- Impasse du Gril, cette impasse n'a pas été détruite mais oubliée par Jean d'Osta.
- Impasse de l'Infirmerie
- Impasse du Laboureur
- Impasse de la Lampe
- Impasse de la Maison Rouge, appelée parfois erronément Impasse de la Porte Rouge sur d'anciennes cartes, détruite en 1966.
- Passage du Meunier
- Impasse Meert
- Impasse du Météore
- Impasse du Navire, disparue en 1970.
- Impasse du Papier, détruite en 1969.
- Impasse de la Perle d'Amour, démolie en 1960.
- Impasse de la Pie
- Impasse du Réveil, démolie en 1960.
- Impasse Saint-Victor
- Impasse Sainte-Véronique, rasée en 1948.
- Impasse de la Serpette
- Impasse des Souliers, disparue vers 1950.

## Ruelles, parfois improprement considérées comme des impasses

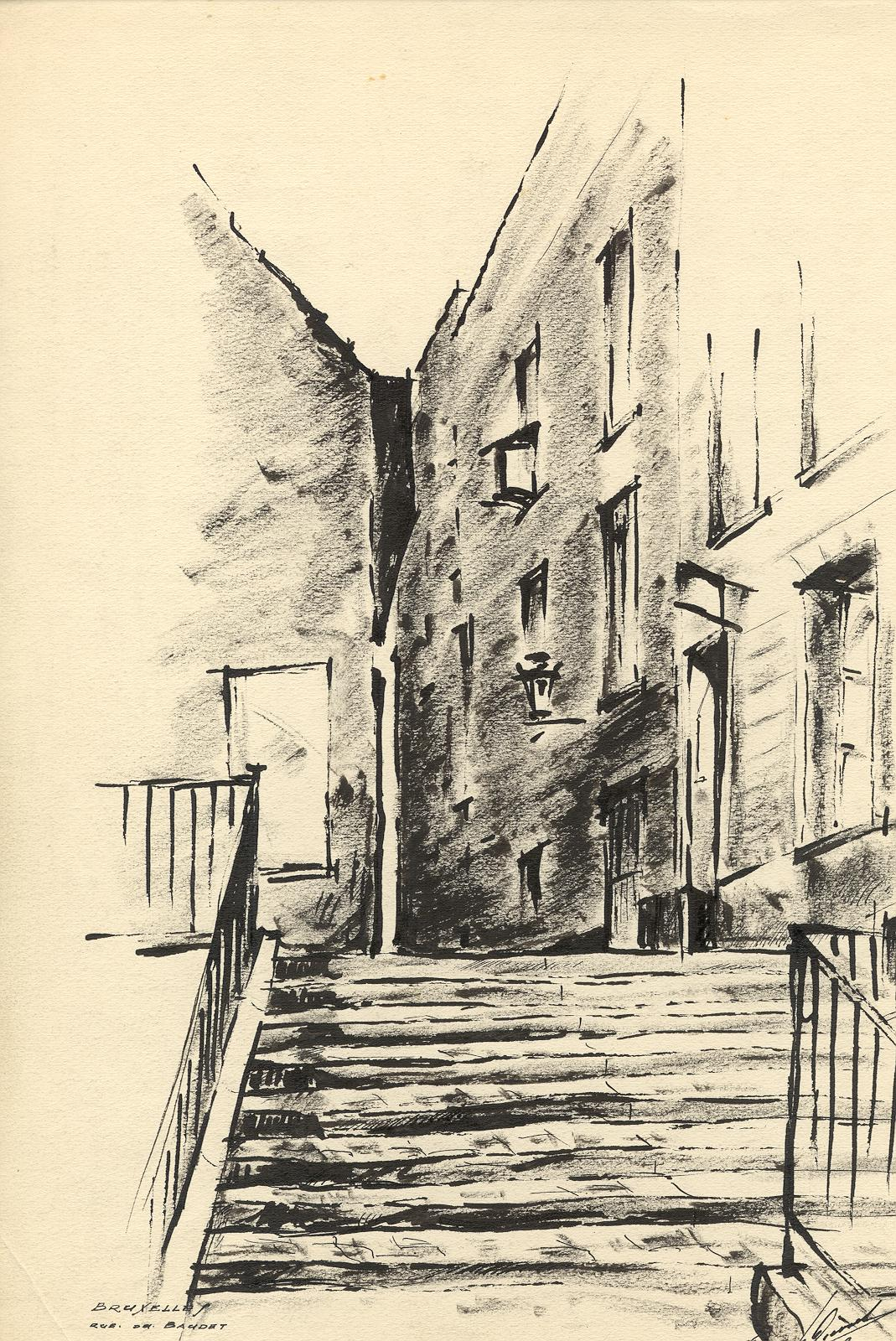
La rue du Baudet à Bruxelles telle qu'elle était en 1939 (Dessin à l'encre de Chine par Léon van Dievoet).

Ces ruelles sont toutefois cataloguées comme impasses dans le livre de Lucia Gaiardo.
- Rue du Baudet
- Rue de la Chaufferette
- Rue du Chien Marin
- Rue de la Cigogne
- Rue aux Fleurs
- Rue Héris
- Rue de la Mâchoire
- Rue des Navets
- Rue du Paradis
- Rue du nom de Jésus
- Rue du Pays de Liège
- Rue Sainte-Anne
- Rue d'Une Personne
- Rue Vander Elst
- Petite rue de la Violette